# Tian Fengshan
Tian Fengshan (chinesisch 田凤山; * Oktober 1940 in Zhaoyuan, Heilongjiang) ist ein ehemaliger chinesischer Politiker der Kommunistischen Partei Chinas (KPCh), der unter anderem zwischen 1995 und 1999 Gouverneur von Heilongjiang sowie von 1999 bis 2003 Minister für Land und Ressourcen im Staatsrat der Volksrepublik China war.

## Leben
Tian Fengshan begann nach dem Schulbesuch 1961 ein Studium an der 2. Artillerietechnikschule in Xi’an, das er 1964 beendete. Im Anschluss war er von 1964 bis 1967 Lehrer an der Zentralen Grundschule der Volkskommune Yishun im Kreis Zhaoyuan. Während der Kulturrevolution war er zwischen 1967 und 1969 erst Sekretär der Arbeitsgruppe des Revolutionskomitees von Zhaoyuan sowie im Anschluss zeitgleich von 1969 bis 1973 stellvertretender Leiter der Arbeitsgruppe des Revolutionskomitees, stellvertretender Leiter der Politischen Abteilung des Revolutionskomitees sowie Leiter der Gruppe für Öffentlichkeitsarbeit des Revolutionskomitees von Zhaoyuan. Während dieser Zeit wurde er 1970 Mitglied der Kommunistischen Partei Chinas (KPCh). Zum Ende der Kulturrevolution war er zwischen 1973 und 1975 Vorsitzender des Revolutionskomitees des Kreises Zhaoyuan sowie von 1973 bis 1977 auch Sekretär des Parteikomitees der Volkskommune Zhaoyuan. Im Anschluss fungierte er zwischen 1977 und 1985 als stellvertretender Sekretär des Parteikomitees des Kreises Zhaoyuan und war zudem von 1977 bis 1983 auch stellvertretender Richter am Volksgericht dieses Kreises. Während dieser Zeit absolvierte er 1979 ein Studium an der Parteischule der Provinz Heilongjiang sowie 1981 ein weiteres Studium an der Landwirtschaftlichen Universität Shenyang.
1983 wurde Tian Richter am Volksgericht des Kreises Zhaoyuan und verblieb auf diesem Posten bis 1985. Im Anschluss war er zwischen 1985 und 1987 zunächst stellvertretender Leiter der Verwaltung der bezirksfreien Stadt Suihua sowie danach von 1987 bis 1988 stellvertretender Sekretär des Parteikomitees und Leiter der Verwaltung dieser bezirksfreien Stadt. Nachdem er von 1988 bis 1989 Sekretär des Parteikomitees der bezirksfreien Stadt Mudanjiang war, fungierte er zwischen 1989 und 1991 als Vize-Gouverneur der Provinz Heilongjiang. Er war danach zwischen 1991 und 1994 Sekretär des Parteikomitees der Provinzunmittelbaren Verwaltungszone Harbin sowie zudem von 1991 bis 1992 Mitglied des Ständigen Ausschusses der Provinz Heilongjiang. Auf dem XIV. Parteitag der Kommunistischen Partei Chinas (12. bis 19. Oktober 1992) wurde er Kandidat des Zentralkomitees der Kommunistischen Partei Chinas (ZK der KPCh). Er war ferner zwischen 1992 und 1999 stellvertretender Sekretär des Parteikomitees der Provinz Heilongjiang sowie zudem von 1994 bis 1995 erneut Vize-Gouverneur dieser Provinz.
Nachdem Tian Fengshan zwischen Mai 1994 und 1995 als Vize-Gouverneur auch kommissarischer Gouverneur war, wurde er 1995 offiziell Nachfolger von Shao Qihui als Gouverneur von Heilongjiang. Diesen Posten hatte er bis zum 8. Januar 2000 inne und wurde daraufhin von Song Fatang abgelöst. Während dieser Zeit wurde er auf dem XV. Parteitag der KPCh (12. bis 19. September 1997) auch erstmals Mitglied des ZK der KPCh und gehörte diesem Gremium nach seiner Bestätigung auf dem XVI. Parteitag der KPCh (8. bis 14. November 2002) bis zu seinem Ausschluss aus dem Zentralkomitee 2004 an. Im September 1999 löste er Zhou Yongkang als Minister für Land und Ressourcen im Staatsrat der Volksrepublik China ab und bekleidete diesen Posten bis zu seiner Amtsenthebung im Oktober 2003, woraufhin Sun Wensheng seine Nachfolge antrat. Er war zudem zwischen September 1999 und Oktober 2003 Sekretär der Parteiführungsgruppe im Ministerium für Land und Ressourcen. Nach seiner Amtsenthebung als Minister und ZK-Mitglied wurde er wegen Korruption angeklagt. Am 27. Dezember 2005 wurde Tian wegen Bestechlichkeit vom Zweiten Mittleren Volksgerichtshof in Peking zu lebenslanger Haft verurteilt, wobei ihm auch seine lebenslangen politischen Privilegien entzogen und sein gesamtes persönliches Eigentum beschlagnahmt wurden. 